# Bloomsburg
Bloomsburg és una població dels Estats Units a l'estat de Pennsilvània. Segons el cens del 2000 tenia 12.375 habitants.

## Demografia
Segons el cens del 2000, Bloomsburg tenia 12.375 habitants, 4.080 habitatges, i 1.791 famílies. La densitat de població era de 1.088,4 habitants per quilòmetre quadrat.
Dels 4.080 habitatges en un 19,7% hi vivien nens de menys de 18 anys, en un 31,2% hi vivien parelles casades, en un 9,7% dones solteres, i en un 56,1% no eren unitats familiars. En el 35,6% dels habitatges hi vivien persones soles el 12,6% de les quals corresponia a persones de 65 anys o més que vivien soles. El nombre mitjà de persones vivint en cada habitatge era de 2,3 i el nombre mitjà de persones que vivien en cada família era de 2,83.
Per edats la població es repartia de la següent manera: un 12,3% tenia menys de 18 anys, un 45,5% entre 18 i 24, un 18,6% entre 25 i 44, un 12,7% de 45 a 60 i un 11% 65 anys o més.
L'edat mediana era de 22 anys. Per cada 100 dones de 18 o més anys hi havia 74,7 homes.
La renda mediana per habitatge era de 24.868 $ i la renda mediana per família de 39.806 $. Els homes tenien una renda mediana de 29.940 $ mentre que les dones 19.961 $. La renda per capita de la població era de 12.819 $. Entorn del 10,5% de les famílies i el 31,2% de la població estaven per davall del llindar de pobresa.

## Poblacions més properes
El següent diagrama mostra les poblacions més properes.

## Fills il·lustres
- Haldan Keffer Hartline (1903 - 1983) metge i biofísic, Premi Nobel de Medicina o Fisiologia de l'any 1967.